# Coahuila i Texas
|  | Per a altres significats, vegeu «Coahuila (desambiguació)». |

Coahuila i Texas (Coahuila y Texas o Coahuila y Tejas en castellà) va ser un dels estats constituents de Mèxic de 1824 a 1836. La seva capital va ser la ciutat de Saltillo i després la ciutat de Monclova. Va estar dividit en tres districtes administratius: Béxar (al nord que es corresponia al territori de Texas), Monclova (al centre) i Rio Grande Saltillo (al sud). El 1833 els residents anglòfons de Béxar van redactar la constitució de l'estat de Texas, amb la intenció d'escindir legalment la regió del nord de l'estat, la qual no va ser aprovada pel Congrés General de Mèxic. Més tard, el govern centralista es va imposar a Mèxic, i el 1835 tots els estats van ser transformats en departaments administrats directament per la capital. Diversos estats van respondre amb insurreccions. L'estat de Texas va declarar-ne la independència el 1835. Coahuila va formar part de l'efímera República del Río Grande, amb els estats de Nuevo León i Tamaulipas però llurs forces serien derrotades per les forces centralistes d'Antonio López de Santa Anna i els territoris van ser reintegrats a Mèxic. La República de Texas es va unir a la Unió Americana el 1845, una acció que catalitzaria la Guerra Estats Units-Mèxic.

## Galeria

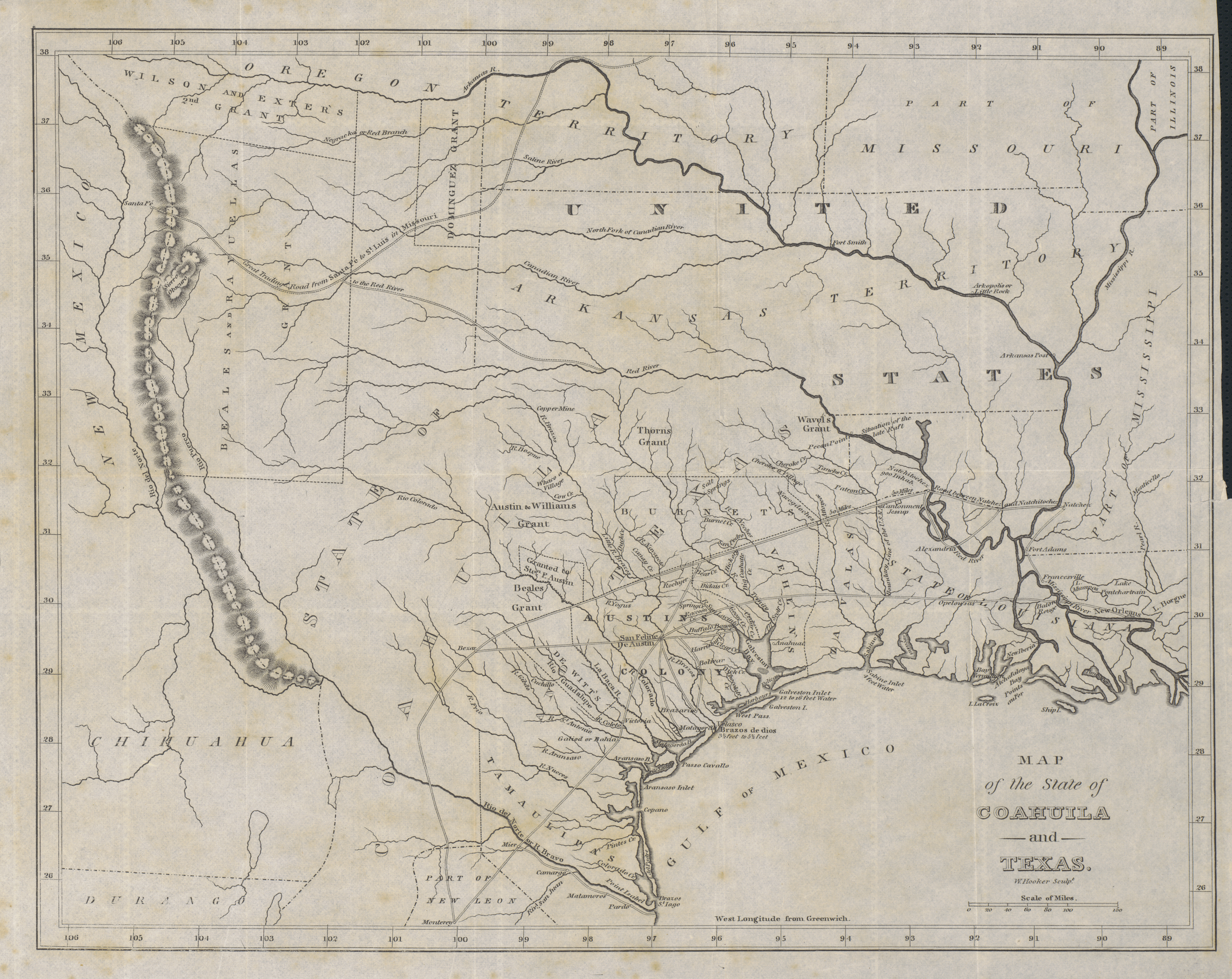
1833
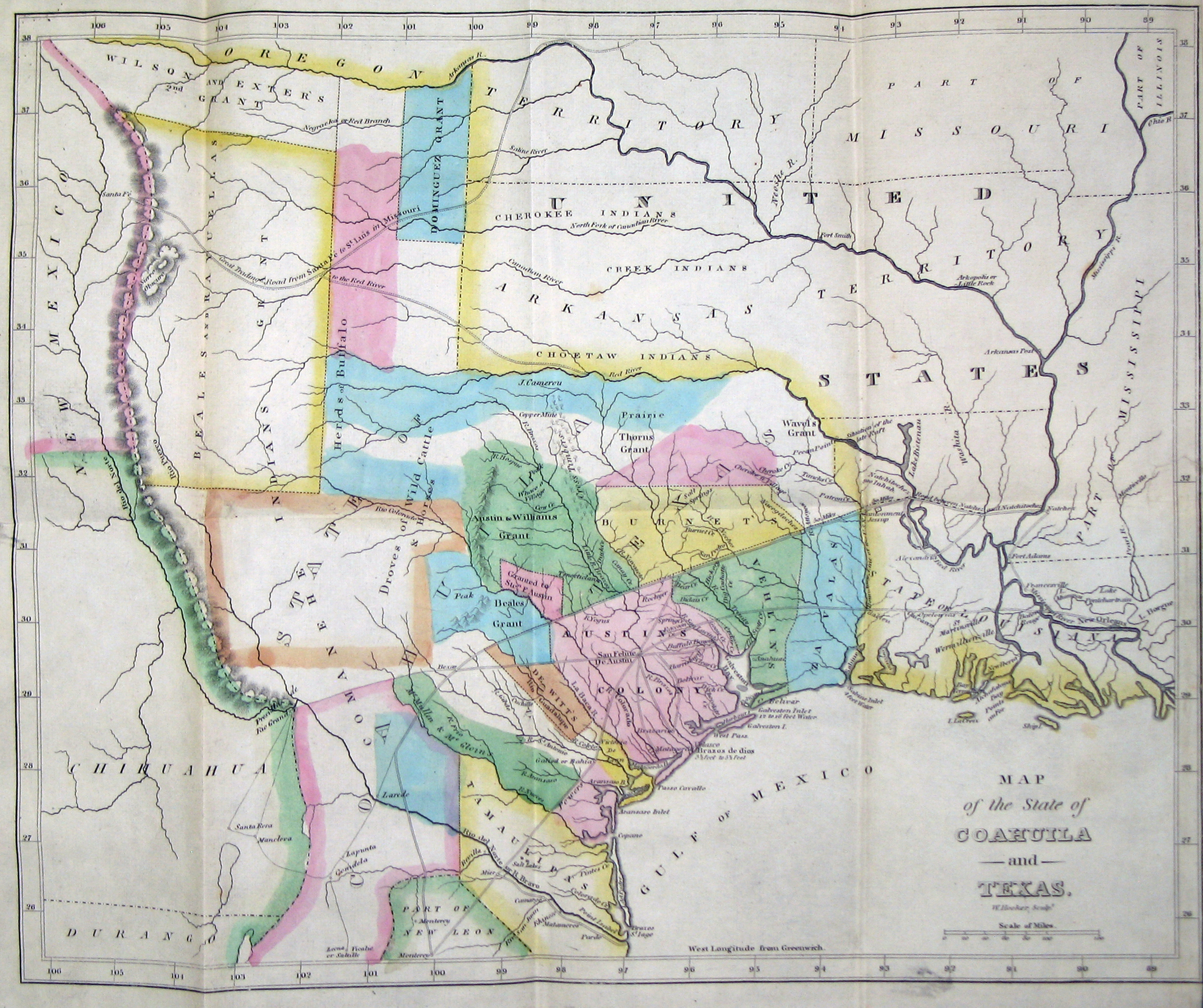
1834
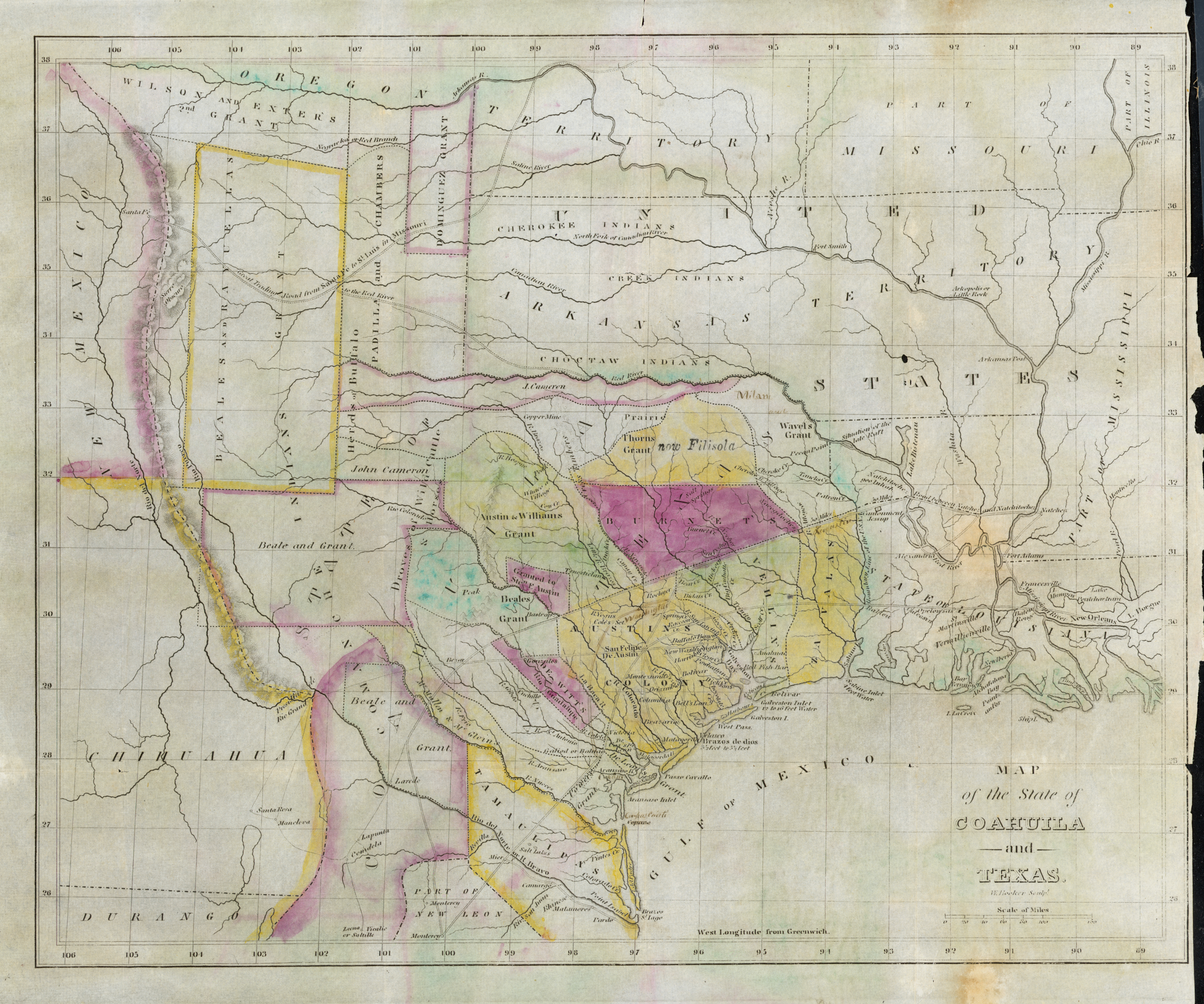
1836